# Passignano

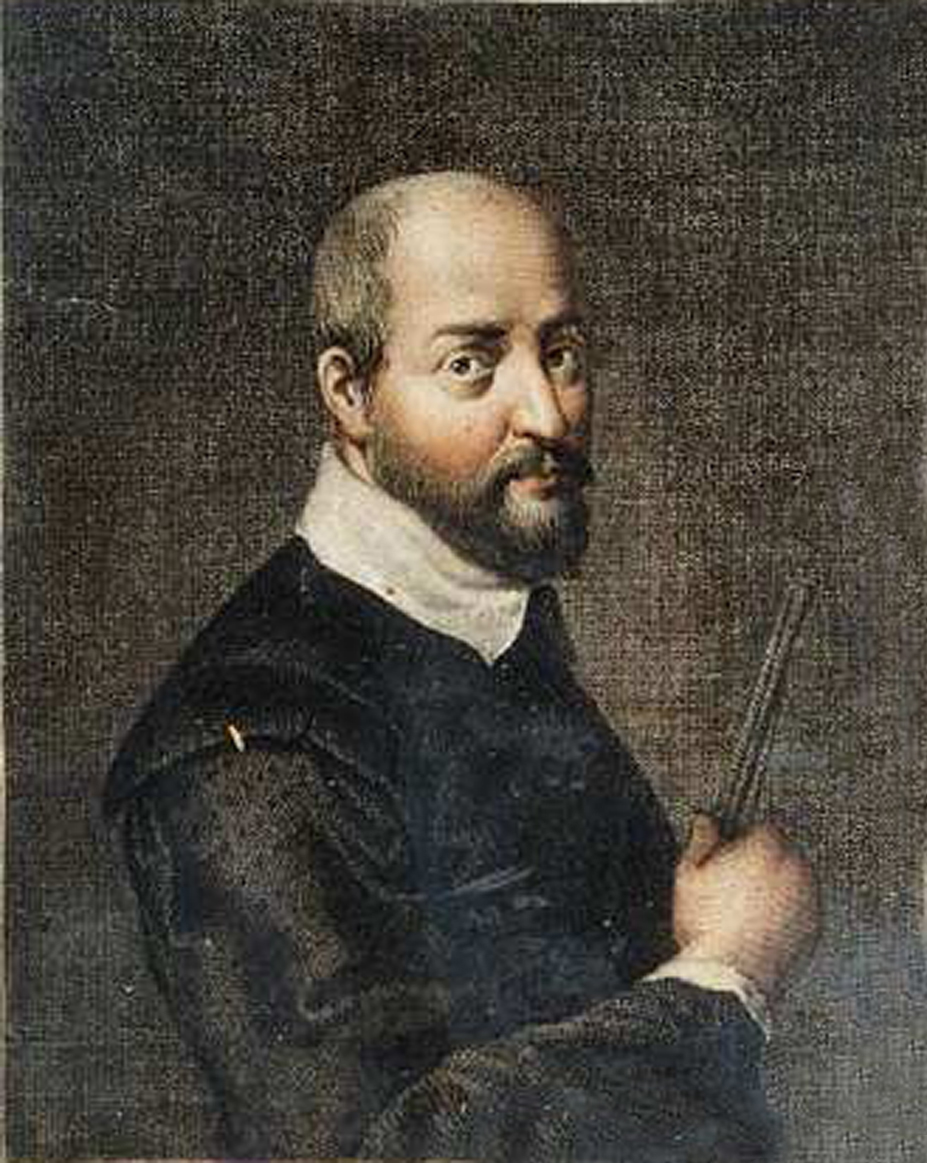
Domenico Cresti, ritratto

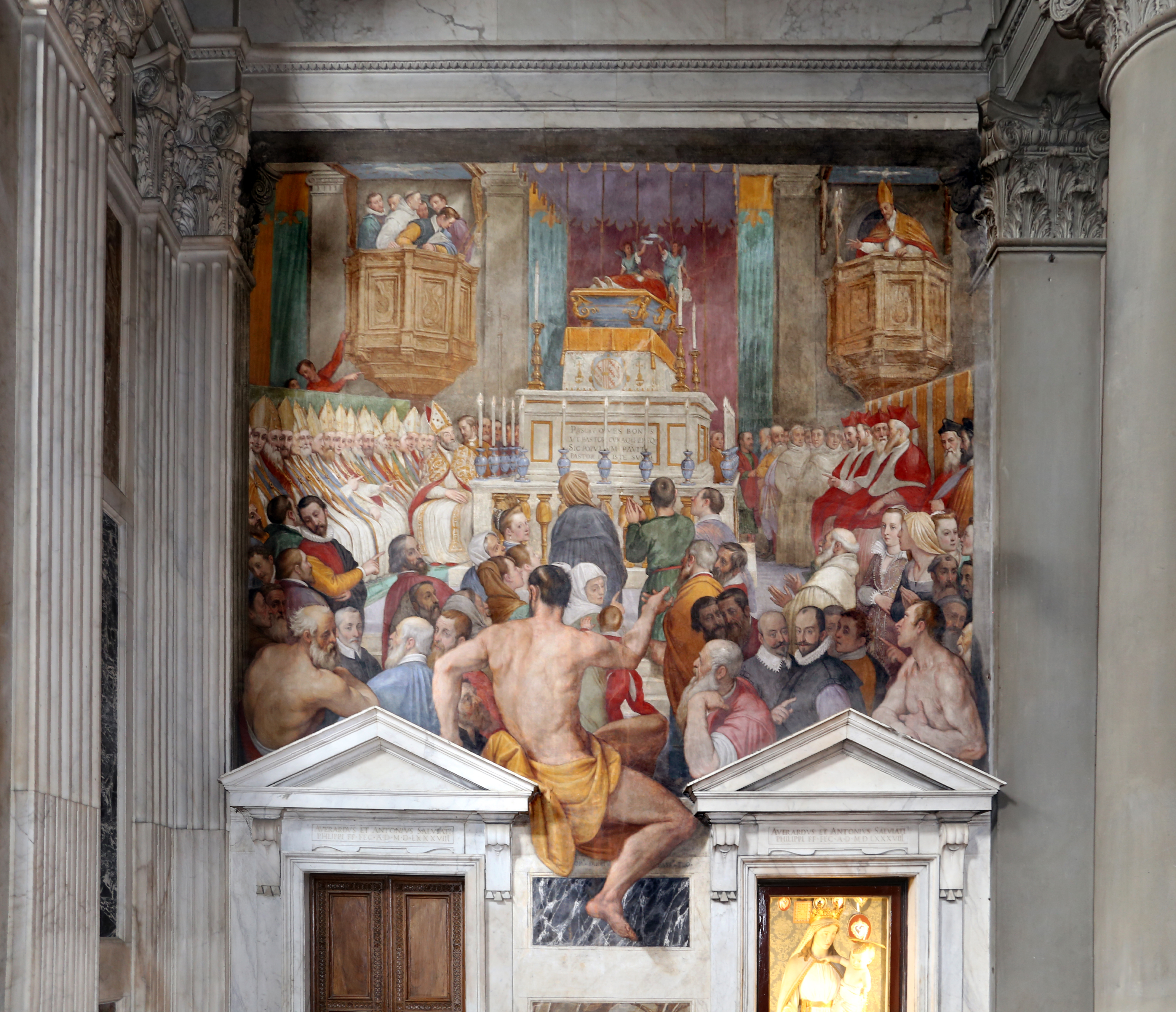
Esposizione del corpo di Sant'Antonino Pierozzi in San Marco, 1589-91 circa, cappella Salviati in San Marco (Firenze)

Domenico Cresti, o Crespi, detto il Passignano (Passignano, gennaio 1559 – Firenze, 17 maggio 1638), è stato un pittore italiano.

## Biografia

### La formazione
Il soprannome è legato al suo paese natale, attuale frazione di Tavarnelle Val di Pesa. Si formò artisticamente a Firenze con Giovanni Battista Naldini e Girolamo Macchietti, dai quali apprese le basi del disegno tipicamente toscano. Successivamente entrò nel gruppo dei collaboratori di Federico Zuccari, aiutando il maestro negli affreschi della cupola del Brunelleschi (conclusasi nel 1579) e seguendolo poi a Roma nel 1580, su chiamata di Gregorio XII, dove si dedicò allo studio delle opere classiche e dei "moderni" (in particolare i lavori di Raffaello e Michelangelo nei palazzi Vaticani). Finì però coinvolto col suo maestro nello scandalo della Porta virtutis, un dipinto fortemente polemico dello Zuccari in contrapposizione ai suoi avversari e alla violenta competizione tra artisti e tra committenti sulla scena papalina. Riparò quindi a Venezia ancora col suo maestro, dove soggiornò tra il 1582 e il 1588. Se dallo Zuccari aveva appreso il ritorno a una certa sobrietà compositiva, contrapponendosi agli epigoni del manierismo, fu proprio a Venezia che il Passignano raggiunse la cifra stilistica, dedicandosi allo studio dei maggiori artisti attivi in Laguna (in particolare Tiziano, Tintoretto, Veronese e Palma il Giovane), dai quali assorbì un intenso gusto per il colore denso e un po' cupo, che all'occorrenza debordava dai rigidi contorni del disegno per effetti espressivi ed atmosferici.

### Affermazione in Toscana
In quegli anni il dibattito artistico, sollevato dagli scritti di Vasari e di altri letterati, vedeva infatti una contrapposizione tra la prevalenza data al disegno dai toscani e al colore dai veneti, e i Passignano venne dunque visto, al suo ritorno a Firenze in occasione del matrimonio tra il granduca Ferdinando I con Cristina di Lorena (per il quale prese parte agli apparati decorativi), come l'artista capace di fondere le due scuole, dandogli un'immediata popolarità che crebbe costantemente fino a travalicare, a partire dal primo decennio del Seicento, i confini del Granducato di Toscana. La sua prima opera fiorentina pervenutaci sono gli affreschi nella cappella Salviati in San Marco (1589-91 circa), dove il gusto narrativo e la presenza di numerosi ritratti di personaggi contemporanei, cose tipicamente toscane, sono accentuati dal colore intenso e dalla presenza in primo piano di figure "ignude", derivate dall'esempio del Tintoretto, del tutto inedite in questa forma nel panorama artistico locale. Dopo aver partecipato anche alla decorazione dell'oratorio di San Pierino, si iscrisse all'Accademia delle arti del disegno (1589), dove fece presto carriera rivestendone varie cariche pubbliche. 

In questi anni si può dire che lui e Santi di Tito si spartissero le principali commissioni religiose sulla piazza fiorentina e toscana, facendo capo a numerosi incarichi per tutta la sua carriera, e tirando su numerosi allievi tra i quali ebbero poi una carriera indipendente Alessandro Tiarini, Anastagio Fontebuoni, Fabrizio Boschi, Pietro Sorri, Ottavio Vannini, Mario Balassi, Nicodemo Ferrucci, Bartolomeo Salvestrini e Simone Pignoni.

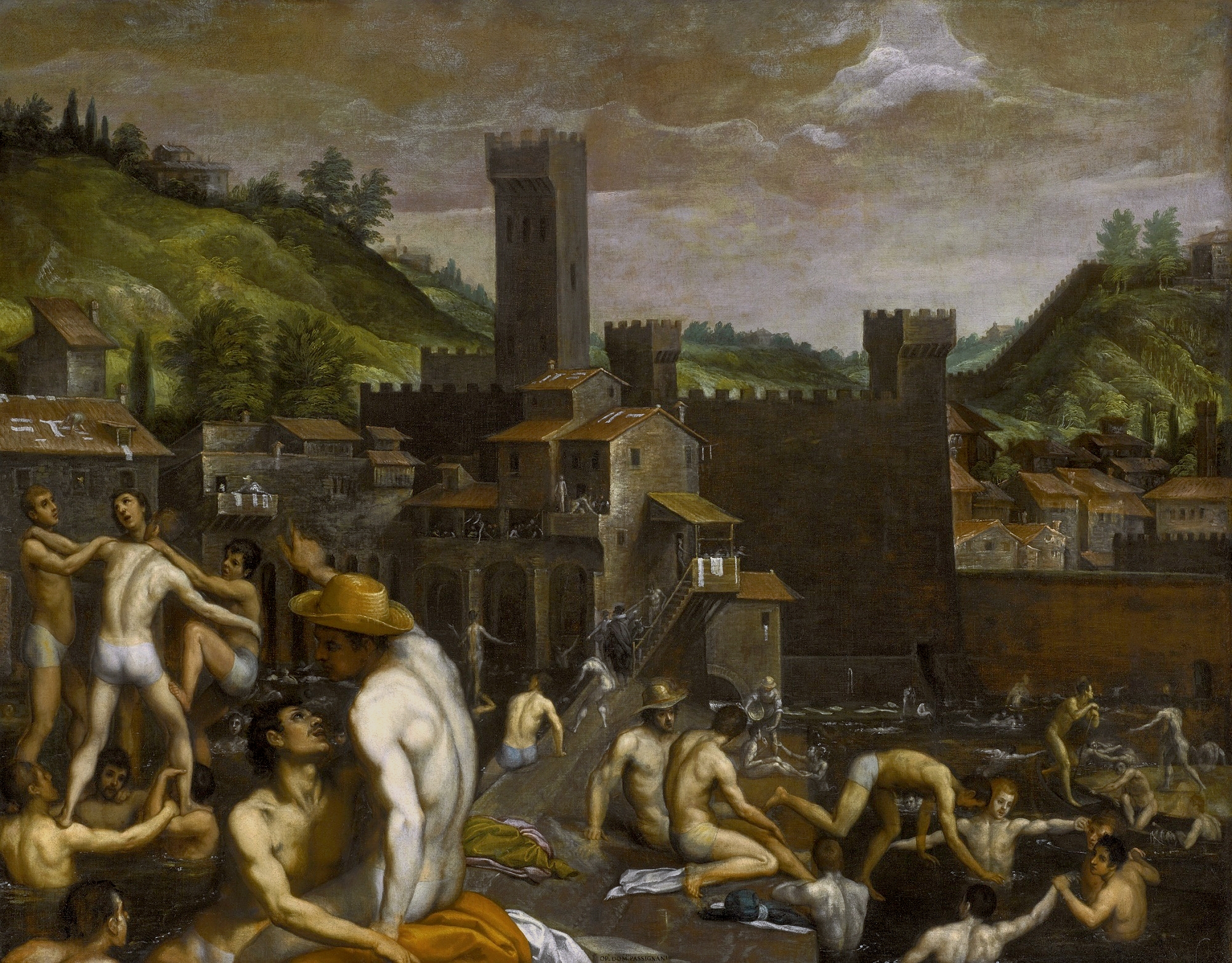
Bagnanti a San Niccolò

Tra le opere degli anni novanta vanno ricordate la cappella di San Giovanni Gualberto nella chiesa di Santa Trinita (1593-94), la volta del presbiterio nel Duomo di Lucca (1594) e pale d'altare per San Michele Visdomini (1593), Santa Maria Maggiore  a Firenze (1596), e una perduta per San Francesco a Pisa, la "Madonna della Misericordia" presso la Venerabile Arciconfraternita della Misericordia di Livorno e il "Cristo Crocifisso" presso la stessa Misericordia. Inoltre entrò nelle commissioni granducali con due dipinti su ardesia per il Salone dei Cinquecento in palazzo Vecchio (1598), per alcuni apparati per le celebrazioni per la morte di Filippo II di Spagna in San Lorenzo, e soprattutto per la decorazione della villa di Artimino. Più rara è la sua produzione slegata da temi religiosi, storici o allegorici, testimoniata da opere di piccolo formato e di estrema libertà compositiva come i Bagnanti a San Niccolò (firmata e datata 1600 e in collezione privata londinese). 
Nel nuovo secolo si assiste a un aggiornamento del suo stile guardando ai nuovi pittori emergenti della scena fiorentina, in particolare le fluidità dell'Empoli e l'approfondimento del colore denso e fuso si stampo tizianesco del Cigoli. A quest'ultimo dovette guardare quando dipinse il Martirio di santo Stefano per Santo Spirito (entro il 1602).

### Il successo romano e gli ultimi anni

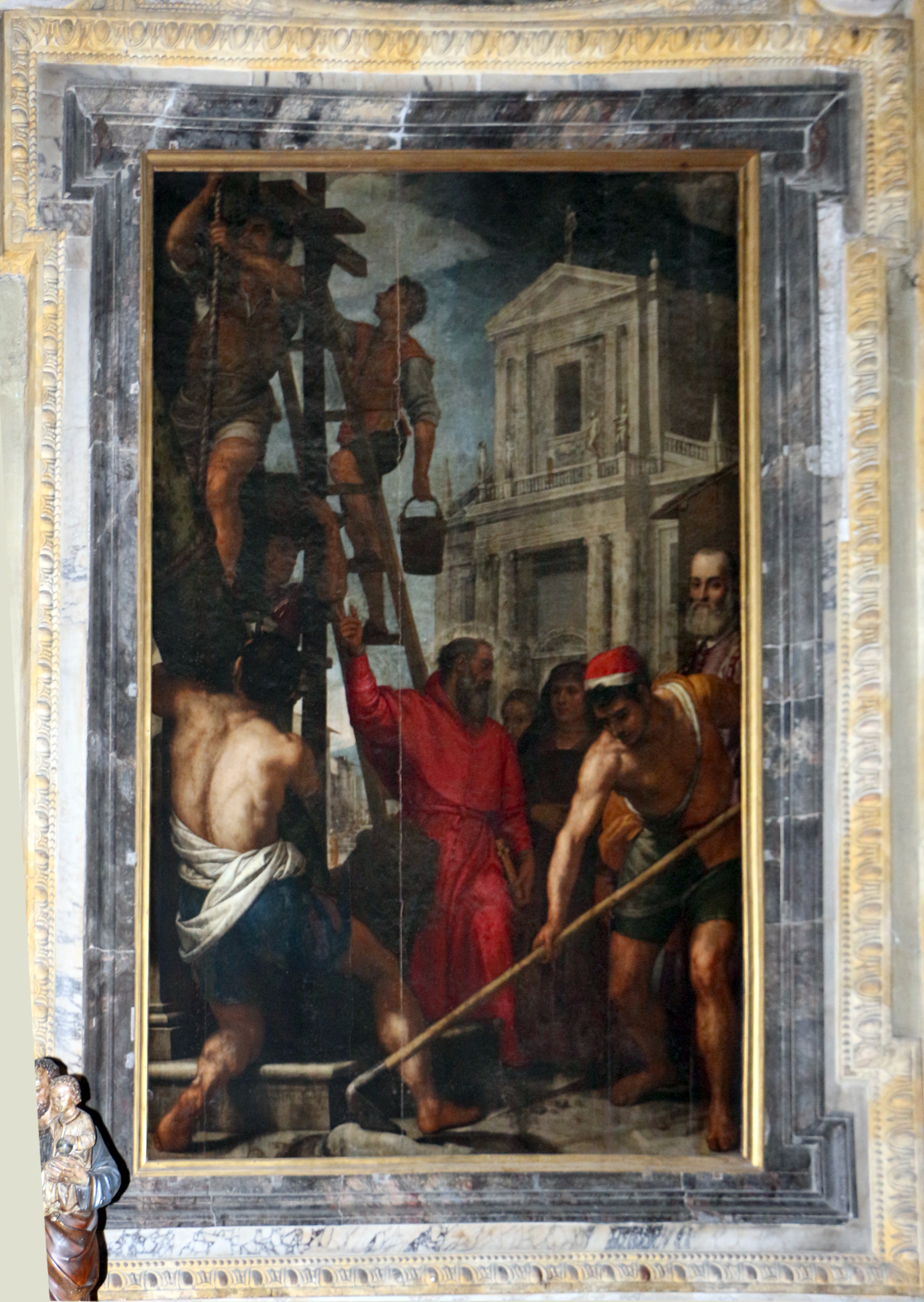
San Girolamo sovrintende la costruzione di una chiesa, 1599, San Giovanni dei Fiorentini (Roma)

Fu in questi anni che la sua fama si spanse ben oltre i confini toscani, ricevendo numerose commissioni, in particolare da Roma, a partire dalla chiesa di San Giovanni dei Fiorentini (1599), dove i migliori artisti fiorentini dell'epoca si dedicarono alla decorazione della cappella Mancini, subito ammirata e studiata dai circoli artistiti della città papale. Seguirono lavori per Santa Prisca a Roma, San Mercuriale a Forlì, la certosa di Pavia - tutte opere inviate dal suo atelier a Firenze -, e infine gli affreschi nell'abbazia di San Michele Arcangelo nel suo borgo natio di Passignano (1602), ai quali seguirono quelli nel Duomo di Pistoia. 
Sempre nel 1602 l'artista ricevette l'incarico più prestigioso della sua carriera, quello di fornire una delle pale d'altare da porre nei pilastri sotto la cupola della basilica di San Pietro, su commissione di Clemente VIII, per la quale si trasferì a Roma a fine anno, non appena ebbe completato i suoi numerosi incarichi fiorentini. Della sua Crocifissione di san Pietro, assieme a quella del Cigoli la più apprezzata e pagata dal papa, restano oggi solo alcuni frammenti nel Museo Petriano, divorata dall'umidità come la maggior parte degli altri dipinti e sostituita da mosaici nel corso del XVIII secolo. L'incarico gli valse 1000 scudi e l'onorificenza di cavaliere di Cristo. 

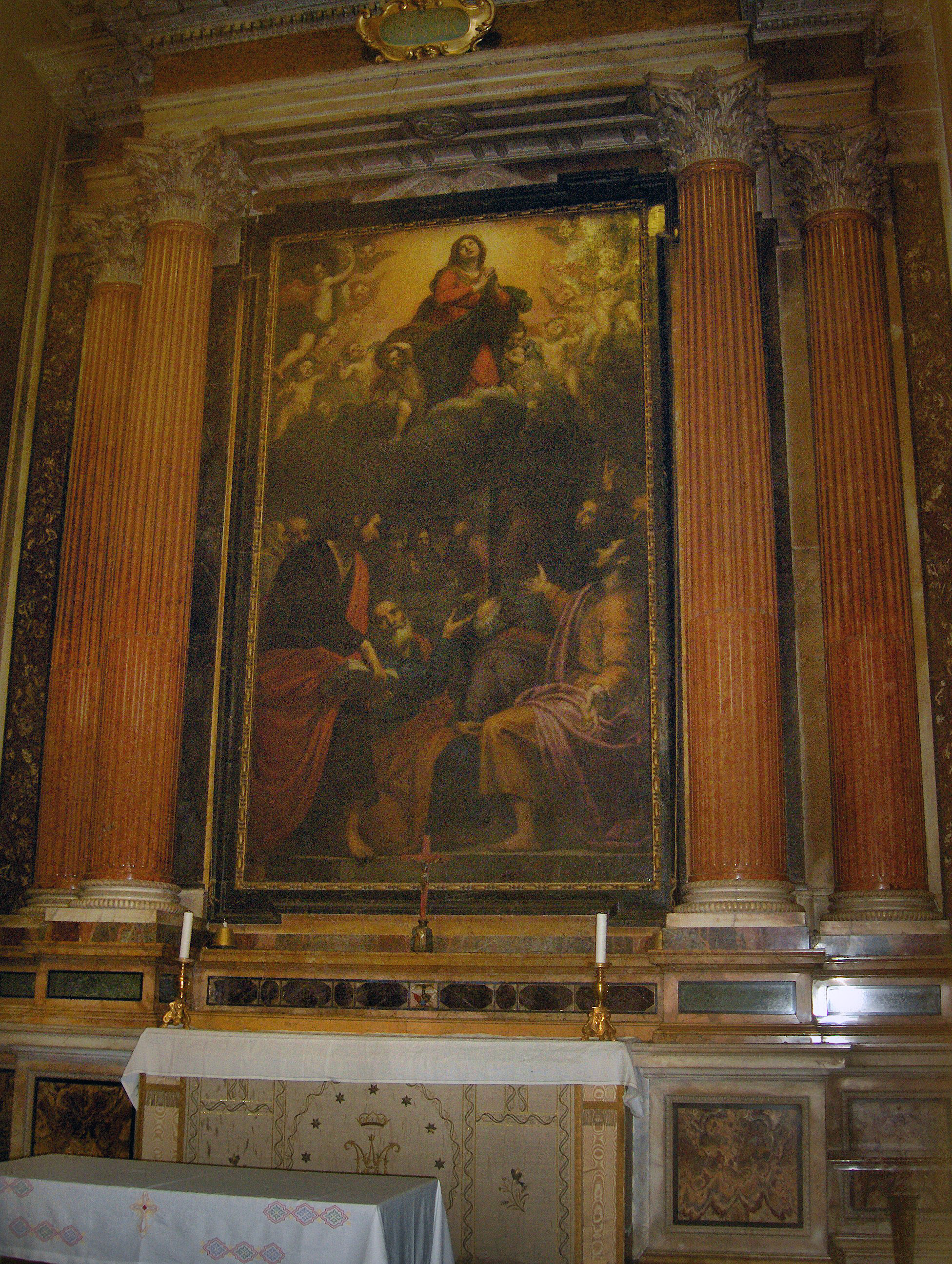
Cappella Barberini in Sant'Andrea della Valle

In quegli anni l'affermarsi dei pittori toscani a Roma è testimoniato dalla gara messa su da monsignor Massimi per un Ecce Homo a lui, al Cigoli e al Caravaggio, che vide vincitore il Cigoli (l'opera del Passignano è l'unica perduta della serie). Nel 1604 firmò il contratto per la decorazione della cappella Barberini in Sant'Andrea della Valle, commissione che si protrasse fino al 1616, con una pausa nel 1605 per decorare alcuni ambienti di palazzo Pitti a Firenze. Tornato presto a Roma completò anche alcuni lavori in Santa Maria Maggiore, e in lacune chiese romane e del contado (tra ci il Duomo di Nepi e quello di Monte Compatri). Lavorò poi al casino dell'Aurora al Quirinale, a fianco di Guido Reni e di Giovanni Baglione, e ad alcuni perduti affreschi di villa Aldobrandini a Frascati, nonché alla decorazione della villa del cardinale Pompeo Arrigoni (opere di attribuzione discussa, per lo più ridipinte in seguito). Spedì inoltre opere per Pistoia, Reggio Emilia e Forlì. Celebre per la sua rapidità di esecuzione, utilizzò in questi anni una tecnica talvolta sbrigativa, che ha portato alla predica di numerose opere. 

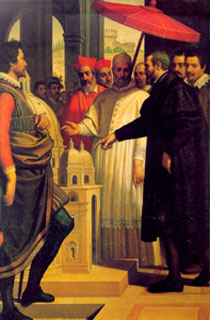
Michelangelo che dà il modellino di San Pietro a Paolo IV, Casa Buonarroti, Firenze

Esaurite tutte le commissioni romane tornò a Firenze nel 1616, dove lavorò a varie opere per la Santissima Annunziata, e per la Galleria di Casa Buonarroti (sua è l'opera più nota di quel ciclo, Michelangelo che mostra a Pio IV il modellino di San Pietro). Coi suoi numerosi allievi partecipò ai principali cantieri decorativi dell'epoca, quali la facciata del palazzo dell'Antella, il soffitto del Duomo di Livorno, la decorazione del palazzo del Lussemburgo a Parigi (per Maria de' Medici).
Nelle pala d'altare di quest'ultimo periodo si notano poche novità: per San Francesco ad Arezzo, San Giorgio alla Costa a Firenze, e ancora alla Santissima Annunziata, dove nel 1622 completò la cappellina delle Reliquie nei pressi della sagrestia, destinata a diventare la sua sepoltura. 
Nel 1624, con l'elezione di Maffeo Barberini al soglio pontificio, tornò a Roma, sperando di ottenere la commissione per la decorazione della loggia delle Benedizioni, ma si limitò a restaurare la propria opera in Vaticano, già danneggiata, alla quale aggiunse un secondo dipinto per la basilica, l'Incredulità di san Tommaso, pure questa deteriorata e rifatta in mosaico. Si registra fino al 1628 la sua presenza a Roma, anche se può darsi che non vi risiedesse ininterrottamente.
Passò gli ultimi anni di vita a Firenze, come stimato "anziano", spesso chiamato per pareri e consigli. Alla morte nel 1638 fu sepolto nella sua cappella nella Santissima Annunziata.